# SARAL
SARAL (o bé en anglès Satellite with ARgos and ALtiKa) és una missió espacial cooperativa de tecnologia d'altimetria de l'Indian Space Research Organisation (ISRO) i el CNES (Agència Espacial Francesa). L'ISRO va fabricar el satèl·lit amb els mòduls de càrregues útils (altímetre ALTIKA, DORIS, Laser Retroreflector Array (LRA) i el sistema de captació de dades ARGOS-3 (Advanced Research and Global Observation Satellite) proporcionats pel CNES va ser llançat per un coet Polar Satellite Launch Vehicle indi en òrbita heliosíncrona (SSO). L'ISRO serà responsable de la plataforma, el llançament i les operacions de la nau. El MOU (Memorandum of Understanding) entre el CNES i l'ISRO de la missió SARAL va ser signada el 23 de febrer de 2007.
El SARAL va ser llançat amb èxit el 25 de febrer de 2013, a les 12:31 UTC.

## Missió
La missió SARAL es complementa amb la missió Jason-2 de la NASA/NOAA i el CNES/EUMETSAT. Omplirà la bretxa entre la missió Envisat i el Sentinel 3 del programa europeu GMES. La combinació de les dues missions d'altimetria en òrbita té un impacte considerable en la reconstrucció de l'alçada de la superfície del mar (sea surface height o SSH), reduint l'error del mapa de en un factor de 4.

## Càrregues útils

### Altímetre de banda Ka (Ka band Altimeter o ALTIKA)
L'ALTIKA, l'altímetre i la càrrega útil principal de la missió SARAL, és el primer altímetre a funcionar a bord d'un vehicle espacial en banda Ka. Ha sigut fabricat per l'Agència Espacial Nacional Francesa (CNES). La càrrega útil està destinada a aplicacions oceanogràfiques, opera a 35,75 Giga Hertz. L'ALTIKA realitzarà el control dels oceans des de l'Envisat. És el primer a funcionar a una freqüència tan alta, fent-lo més compacte i lliurant un millor rendiment que la generació anterior.
Si bé existeixen altímetres a bord de satèl·lits que determinen el nivell del mar pel rebot d'un senyal de radar de la superfície i mesurant el temps de retorn i tornada, l'ALTIKA opera a una alta freqüència en banda Ka. L'avantatge d'això és doble. Primer, l'atmosfera terrestre retarda el senyal de radar, per tant els mesuraments d'altimetria queden esbiaixades i han de portar equip addicional per corregir aquest error. Des que l'ALTIKA utilitza un sistema diferent, no ha de transportar un instrument per corregir els efectes atmosfèrics com si ho fa l'actual generació dels altímetres.
L'ALTIKA soluciona aquest problema en operar a una alta freqüència en banda Ka, que també significa que no ha de portar un instrument per corregir els efectes atmosfèrics com si ho fa la generació actual d'altímetres
El segon avantatge és que funcionar a freqüències més altes resulta en major exactitud. L'ALTIKA mesura la topografia de la superfície oceànica amb una precisió de 8 mm, contra els 2,5 cm de mitjana utilitzant altímetres d'actual generació, i amb una resolució espacial de 2 km.
El desavantatge, però, és que les ones d'alta freqüència són extremadament sensibles a la pluja, fins i tot el plugim. Es perd el 10% de les dades.

### Sistema de captació de dades ARGOS
Va ser fabricat per l'Agència Espacial Nacional Francesa, CNES. L'ARGOS contribueix al desenvolupament i l'aplicació operativa del total del Sistema de Captació de dades de l'ARGOS. Recollirà una varietat de dades de les boies oceàniques per transmetre-les al Segment Terrestre de l'ARGOS per al posterior processament i distribució.

### Transponedor en banda C d'estat sòlid (Solid State C-band Transponder o SCBT)
Fabricat per l'ISRO i destinat al calibratge terrestre del RADAR. És una continuació d'aquest suport proporcionat per Transponedors de Banda C que han estat en les missions anteriors IRS-P3 i IRS-P5.
Les càrregues útils del SARAL estan allotjades al model de satèl·lit Indian Mini Satellite-2, que va ser fabricat per l'ISRO.

## Aplicacions del SARAL
Els productes de dades del SARAL serà útil per funcionament, així com les comunitats de recerca d'usuaris en molts camps com
- Meteorologia marina i la predicció de l'estat de la mar
- Oceanografia operacional
- Predicció estacional
- Vigilància del clima
- Investigació dels oceans, sistema terrestre i el clima
- estudis del gel continental
- La protecció de la biodiversitat
- Gestió i protecció dels ecosistemes marins
- Monitoratge ambiental
- Millora de la protecció marítima